# Guido De Martino
Guido De Martino (Somma Vesuviana, 22 agosto 1943) è un politico italiano, figlio dell'ex segretario del Partito Socialista Italiano Francesco De Martino.

## Biografia
Fu rapito a Napoli il 5 aprile del 1977 e tenuto segregato per 40 giorni, poi liberato. È stato segretario provinciale della federazione del PSI di Napoli, assessore comunale e assessore regionale al Bilancio. Venne eletto alla Camera dei deputati nella IX legislatura con il Partito Socialista Italiano (proclamato deputato nel 1985 in sostituzione di Nicola Scaglione). Si candidò alla Camera e al Senato della Repubblica in occasione delle elezioni politiche del 1992, non risultando eletto, ma venne proclamato deputato nel 1994 nell'XI legislatura con il Partito Democratico della Sinistra (in sostituzione di Antonio Bassolino), e al Senato della Repubblica nella XII e XIII legislatura, sempre con i Democratici di Sinistra.